# M.I.A.M.I.
M.I.A.M.I. (Die Abkürzung steht für Money Is a Major Issue) ist das Debütalbum des US-amerikanischen Sängers und Rappers Pitbull. Es wurde am 3. August 2004 veröffentlicht.

## Entstehungsgeschichte
Pitbull machte erstmal über Luther Campbells Single Lollipop auf sich aufmerksam. So erregte er die Aufmerksamkeit der Diaz Brothers, die ihn an Lil Jon vermittelten. Als Gast auf Lil Jons Album Kings of Crunk und später auf dem 2 Fast 2 Furious-Soundtrack vertreten, machte er sich einen Namen in der Hip-Hop-Szene. Er wurde von TVT Records unter Vertrag genommen. Auf dem Album unterstützte ihn Lil Jon als Produzent, der auch auf fünf Tracks, unter anderem der ersten Single Culo vertreten ist. Weitere Produzenten waren Jim Jonsin, Nasty Beat Makers, Bigg D und die Diaz Brothers. Neben Lil Jon sind als Featuregäste Oobie, Bun B, Picallo, Cubo, Fat Joe und Trick Daddy vertreten.

## Titelliste
1. 305 Anthem (feat. Lil Jon) – 4:13
2. Culo (feat. Lil Jon) – 3:39
3. She’s Freaky – 3:20
4. Shake It Up (feat. Oobie) – 3:14
5. Toma (feat. Lil Jon) – 3:33
6. I Wonder (feat. Lil Jon) – 3:51
7. Get on the Floor (feat. Oobie) – 3:05
8. Dirty (feat. Bun B) – 3:39
9. Dammit Man (feat. Picallo) – 4:01
10. We Don’t Care Bout Ya (feat. Cubo) – 5:06
11. That’s Nasty  (feat. Lil Jon & Fat Joe) – 4:12
12. Back Up – 3:38
13. Melting Pilot (feat. Trick Daddy) – 3:57
14. Hustler’s Withdrawal – 4:09
15. Hurry Up and Wait – 3:34
16. Culo (Miami Mix) (featuring Mr. Vegas & Lil Jon) – 4:09

## Musikstil
Pitbulls Musikstil wird als Dirty South umschrieben, einem musikalischen Stil, der im Süden der USA verbreitet ist. Daneben enthält das Album auch einige Einflüsse des Miami Bass. Eine Besonderheit sind Pitbulls Latino-Einflüsse, so verwendet er mehrfach spanische Texte in seinen vornehmlich englischen Lyrics. Neben Dirty South und Crunk benutzt er auch lateinamerikanische Rhythmen. Der Hauptanteil seiner Texte behandelt typische Party-Themen wie Sex, Tanzen und das Clubleben. Daneben gibt es einige Texte über soziale Themen.

## Rezeption
Alex Henderson von Allmusic bezeichnete das Album durch die Verwendung lateinamerikanischer Einflüsse als eines der interessantesten Dirty-South-Alben des Jahres 2004. Phillip Gässlein vom Musikmagazin laut.de gab dagegen eine eher negative Kritik ab:

„Tanzbar ist es auf jeden Fall, danach muss man die Pluspunkte allerdings auch schon mit der Lupe suchen gehen. Wer technisch versierten, anspruchsvollen Rap sucht, der sollte seine Finger von dem guten Stück lassen. Diejenigen jedoch, die heftig crunken oder die Bassbox im Auto mal wieder mit Extrembelastungen konfrontieren wollen, kann das Album gewiss zufrieden stellen.“

## Kommerzieller Erfolg

### Chartplatzierungen
Das Album erreichte Platz 14 der Albencharts und Platz 7 der Top R&B/Hip-Hop Albums. Die erste Singleauskopplung Culo, die das Album ankündigte, erreichte Platz 32 der Billboard Hot 100. Die weiteren Singles erschienen nicht in den Hauptcharts.
| ChartsChartplatzierungen       | Höchstplatzierung | Wochen |
| ------------------------------ | ----------------- | ------ |
| Vereinigte Staaten (Billboard) | 14 (40 Wo.)       | 40     |

### Auszeichnungen für Musikverkäufe
| Land/Region               | Auszeichnungen für Musikverkäufe (Land/Region, Auszeichnung, Verkäufe) | Verkäufe |
| ------------------------- | ---------------------------------------------------------------------- | -------- |
| Vereinigte Staaten (RIAA) | Gold                                                                   | 500.000  |
| Insgesamt                 | 1× Gold ·                                                              | 500.000  |

Hauptartikel: Pitbull (Rapper)/Auszeichnungen für Musikverkäufe